# GIM Records
GIM Records ist der Name eines 2008 gegründeten Musikverlages mit Hauptsitz in hessischen Seeheim-Jugenheim. Ein weiterer Standort ist Berlin.

## Geschichte
Beginn der 1990er Jahre gründete Nosie Katzmann gemeinsam mit Torsten Fenslau und Jens Zimmermann den Musikverlag Get Into Magic. Nach einem Zerwürfnis mit den beiden anderen Gründungsmitgliedern wandte sich Katzmann zunächst dem Schreiben von Songs zu, unter anderem für Scooter, Jam and Spoon und DJ BoBo, bis er sich 1996 aus gesundheitlichen Gründen aus dem Musikgeschäft zurückzog.
2008 gründete Katzmann den Verlag GIM Records (als Akronym zu den Anfangsbuchstaben des Vorgängerverlages Get Into Magic), unter dem er zunächst eigene musikalische Werke veröffentlichte und später auch andere Künstler wie beispielsweise Zam Helga, Bionic Ghost Kids, Flowerpornoes oder Tom Liwa unter Vertrag nahm.